# Суп із млинцевою стружкою

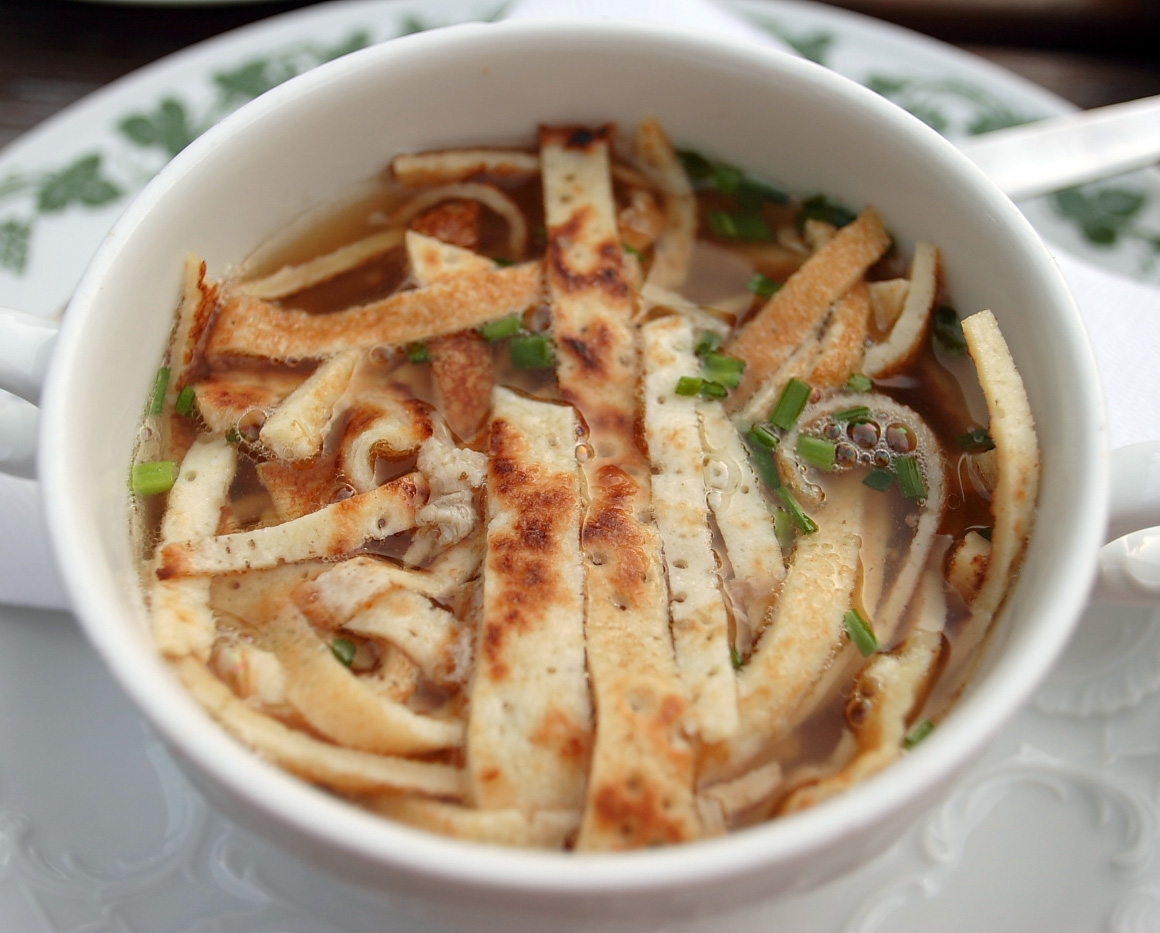
Суп із млинцевою стружкою

Суп із млинцевою стружкою (суп з млинцевою локшиною, консоме «Селестіна», суп селестин) — міцний прозорий яловичий або курячий суп з нарізаними тонкими смужками млинцями «селестин» як гарнір. Страва відома під різними назвами в європейській та єврейській кухні. Млинці для селестину випікаються із тіста з високим вмістом яєць, аналогічного крепам. Млинну стружку додають в бульйон перед самою подачею, суп сервірують рубаною зеленню.